# 赵英才
赵英才（1935年—），黑龙江省呼兰人。中华人民共和国经济学家。

## 生平
1960年，毕业于哈尔滨工业大学工程经济系，分配到吉林工大管理专业，担任吉林工业大学管理学院教授，机电部管理工程专业教学指导委员会副主任，吉林省机械电子质量管理协会副理事长。主要研究机械制造企业生产组织、技术经济和现代管理原理。